# Arrondissement Avesnes-sur-Helpe
Arrondissement Avesnes-sur-Helpe (fr. Arrondissement d'Avesnes-sur-Helpe) je správní územní jednotka ležící v departementu Nord a regionu Hauts-de-France ve Francii. Člení se dále na 12 kantonů a 151 obcí.

## Kantony
- Avesnes-sur-Helpe-Nord
- Avesnes-sur-Helpe-Sud
- Bavay
- Berlaimont
- Hautmont
- Landrecies
- Maubeuge-Nord
- Maubeuge-Sud
- Le Quesnoy-Est
- Le Quesnoy-Ouest
- Solre-le-Château
- Trélon